# Chysauster
Chysauster is een dorpje uit de late ijzertijd en Keltische tijd in Cornwall onder beheer van English Heritage. 
Het dorpje had acht tot tien huizen, ieder met een eigen courtyard. Chysauster ligt in het zuidwesten van Cornwall in de civil parish St Austell Bay, 5 km ten noorden van Penzance. 10 km zuidelijker ligt een vergelijkbare nederzetting, Carn Euny. 

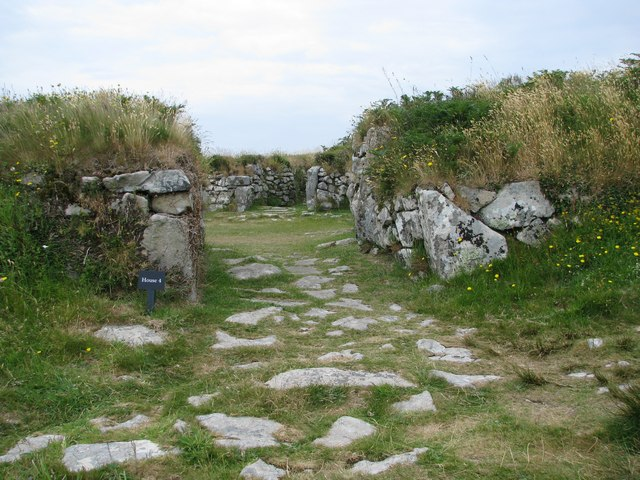
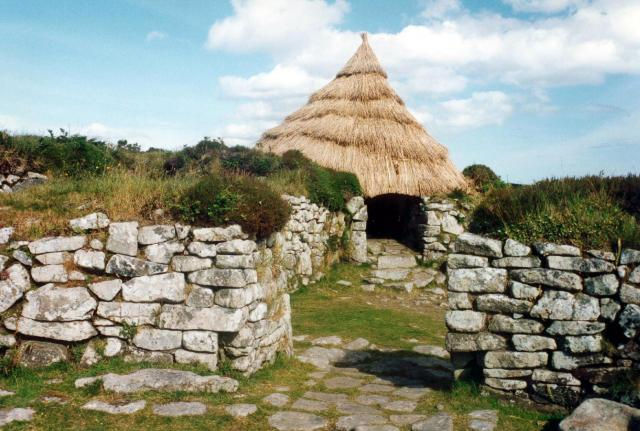